# Epsom (Australie)
Pour les articles homonymes, voir Epsom.
Epsom est une ville de l’État du Victoria, en Australie. Au recensement de 2016, Epsom avait une population de 4 325.